# Ángelo Preciado
Ángelo Smit Preciado Quiñónez (Shushufindi, Sucumbíos, 18 de febrero de 1998) es un futbolista ecuatoriano. Juega de defensa y su equipo actual es el Sparta Praga de la Liga de Fútbol de la República Checa. Es internacional con la selección de Ecuador.

## Trayectoria

### Inicios
Se inició en el América de Quito donde debutó en la Segunda Categoría del fútbol ecuatoriano, jugando tan solo dos partidos con la categoría sub-18.

### Independiente del Valle
En el 2015 el Independiente del Valle lo analizo y le ofreció un contrato para formar parte de sus inferiores, en la cual jugó 85 partidos anotando 6 goles, además jugó la Copa Libertadores Sub-20 de 2018, siendo subcampeón del torneo.
A inicios de 2018 pasa al club filial Independiente Juniors (Alianza Cotopaxi), donde anotó 2 goles en 11 partidos, demostrando sus cualidades, su fuerza, garra y humildad, que lo llevaron a ser tomado en cuenta por el Independiente, quien lo ascendió al primer equipo de la mano del DT español Ismael Rescalvo para luego debutar en un partido válido por la Serie A de Ecuador  contra Sociedad Deportiva Aucas donde su equipo es derrotado en condición de visitante tres goles a uno.
Con el pasar de los partidos a demostrado que su capacidad es impresionante, un defensa con fuerza, potencia y reflejos, además de ser armador de jugadas y goleador, pese a su puesto en la cancha, que lo ha llevado a ser convocado a la selección de mayores por Hernán Darío Gómez para los partidos amistosos frente a Catar y Omán donde jugó 45 minutos en ambos encuentros.

### Genk
Para 2021 se unió al K. R. C. Genk de la Primera División de Bélgica con un contrato hasta 2023, siendo esta su primera experiencia internacional. Al finalizar su contrato dejó el club.

### Sparta Praga
El 4 de septiembre de 2023 fue anunciado en Sparta Praga de la Primera División de República Checa, firmando un contrato por varias temporadas.

## Selección nacional

### Categorías inferiores
El 4 de mayo de 2017, Preciado fue uno de los convocados para representar a Ecuador Sub-20 en el Mundial Sub-20 de 2017.

#### Participaciones en Copas del Mundo
| Campeonato                  | Sede          | Resultado      | Partidos | Goles |
| --------------------------- | ------------- | -------------- | -------- | ----- |
| Copa Mundial Sub-20 de 2017 | Corea del Sur | Fase de grupos | 2        | 0     |

### Selección absoluta
El 30 de agosto de 2018 fue convocado por el técnico Hernán Darío Gómez, para la disputa de dos amistosos ante Jamaica y Guatemala.
Preciado debutó con el equipo absoluto el 12 de octubre de 2018, reemplazando a su compañero Stiven Plaza, en la derrota por 4-3 ante Catar en Doha.
El 10 de junio de 2021 fue uno de los 28 convocados por el técnico Gustavo Alfaro para competir en la Copa América 2021, en Brasil. El 14 de noviembre de 2022 fue incluido en la lista final para la Copa Mundial Catar 2022. Ese mismo año hizo su debut como titular en el partido inaugural ante la selección de fútbol de Catar donde fue titular en la victoria por 2-0 donde hizo una asistencia para el segundo gol de Ecuador.
El 29 de mayo de 2024, fue incluido en la lista de 26 futbolistas convocados por Félix Sánchez Bas para su participación en la Copa América 2024.

#### Participaciones en Copas del Mundo
| Mundial           | Sede  | Resultado      | Partidos | Goles |
| ----------------- | ----- | -------------- | -------- | ----- |
| Copa Mundial 2022 | Catar | Fase de grupos | 3        | 0     |

#### Participaciones en eliminatorias
| Eliminatorias      | Sede            | Resultado   | Partidos | Goles |
| ------------------ | --------------- | ----------- | -------- | ----- |
| Eliminatorias 2022 | América del Sur | Clasificado | 13       | 0     |
| Eliminatorias 2026 | América del Sur | Clasificado | 11       | 0     |

#### Participaciones en Copa América
| Copa              | Sede           | Resultado        | Partidos | Goles |
| ----------------- | -------------- | ---------------- | -------- | ----- |
| Copa América 2021 | Brasil         | Cuartos de final | 5        | 0     |
| Copa América 2024 | Estados Unidos | Cuartos de final | 4        | 0     |

### Partidos internacionales
Actualizado al último partido disputado el 10 de junio de 2025.
| \| N.° \| Fecha \| Ciudad \| Rival \| Resultado \| Resultado \| Competencia \| \| --- \| ------------------------ \| --------------- \| -------------- \| ------------ \| --------- \| ----------------------------------- \| \| 1. \| 12 de octubre de 2018 \| Doha \| Catar \| 3-4 \| Derrota \| Amistoso \| \| 2. \| 16 de octubre de 2018 \| Doha \| Omán \| 0-0 \| Empate \| Amistoso \| \| 3. \| 26 de marzo de 2019 \| Harrison \| Honduras \| 0-0 \| Empate \| Amistoso \| \| 4. \| 8 de octubre de 2020 \| Buenos Aires \| Argentina \| 0-1 \| Derrota \| Eliminatorias al Mundial Catar 2022 \| \| 5. \| 13 de octubre de 2020 \| Quito \| Uruguay \| 4-2 \| Victoria \| Eliminatorias al Mundial Catar 2022 \| \| 6. \| 12 de noviembre de 2020 \| La Paz \| Bolivia \| 3-2 \| Victoria \| Eliminatorias al Mundial Catar 2022 \| \| 7. \| 17 de noviembre de 2020 \| Quito \| Colombia \| 6-1 \| Victoria \| Eliminatorias al Mundial Catar 2022 \| \| 8. \| 4 de junio de 2021 \| Porto Alegre \| Brasil \| 0-2 \| Derrota \| Eliminatorias al Mundial Catar 2022 \| \| 9. \| 8 de junio de 2021 \| Quito \| Perú \| 1-2 \| Derrota \| Eliminatorias al Mundial Catar 2022 \| \| 10. \| 13 de junio de 2021 \| Cuiabá \| Colombia \| 0-1 \| Derrota \| Copa América 2021 \| \| 11. \| 20 de junio de 2021 \| Río de Janeiro \| Venezuela \| 2-2 \| Empate \| Copa América 2021 \| \| 12. \| 23 de junio de 2021 \| Goiânia \| Perú \| 2-2 \| Empate \| Copa América 2021 \| \| 13. \| 27 de junio de 2021 \| Goiânia \| Brasil \| 1-1 \| Empate \| Copa América 2021 \| \| 14. \| 3 de julio de 2021 \| Brasilia \| Argentina \| 0-3 \| Derrota \| Copa América 2021 \| \| 15. \| 7 de octubre de 2021 \| Guayaquil \| Bolivia \| 3-0 \| Victoria \| Eliminatorias al Mundial Catar 2022 \| \| 16. \| 10 de octubre de 2021 \| Caracas \| Venezuela \| 1-2 \| Derrota \| Eliminatorias al Mundial Catar 2022 \| \| 17. \| 14 de octubre de 2021 \| Barranquilla \| Colombia \| 0-0 \| Empate \| Eliminatorias al Mundial Catar 2022 \| \| 18. \| 27 de enero de 2022 \| Quito \| Brasil \| 1-1 \| Empate \| Eliminatorias al Mundial Catar 2022 \| \| 19. \| 1 de febrero de 2022 \| Lima \| Perú \| 1-1 \| Empate \| Eliminatorias al Mundial Catar 2022 \| \| 20. \| 24 de marzo de 2022 \| Ciudad del Este \| Paraguay \| 1-3 \| Derrota \| Eliminatorias al Mundial Catar 2022 \| \| 21. \| 29 de marzo de 2022 \| Guayaquil \| Argentina \| 1-1 \| Empate \| Eliminatorias al Mundial Catar 2022 \| \| 22. \| 2 de junio de 2022 \| Harrison \| Nigeria \| 1-0 \| Victoria \| Amistoso \| \| 23. \| 11 de junio de 2022 \| Fort Lauderdale \| Cabo Verde \| 1-0 \| Victoria \| Amistoso \| \| 24. \| 23 de septiembre de 2022 \| Murcia \| Arabia Saudita \| 0-0 \| Empate \| Amistoso \| \| 25. \| 20 de noviembre de 2022 \| Jor \| Catar \| 2-0 \| Victoria \| Mundial Catar 2022 \| \| 26. \| 25 de noviembre de 2022 \| Rayán \| Países Bajos \| 1-1 \| Empate \| Mundial Catar 2022 \| \| 27. \| 29 de noviembre de 2022 \| Rayán \| Senegal \| 1-2 \| Derrota \| Mundial Catar 2022 \| \| 28. \| 24 de marzo de 2023 \| Sídney \| Australia \| 1-3 \| Derrota \| Amistoso \| \| 29. \| 28 de marzo de 2023 \| Melbourne \| Australia \| 2-1 \| Victoria \| Amistoso \| \| 30. \| 20 de junio de 2023 \| Chester \| Costa Rica \| 3-1 \| Victoria \| Amistoso \| \| 31. \| 7 de septiembre de 2023 \| Buenos Aires \| Argentina \| 0-1 \| Derrota \| Eliminatorias al Mundial 2026 \| \| 32. \| 12 de septiembre de 2023 \| Quito \| Uruguay \| 2-1 \| Victoria \| Eliminatorias al Mundial 2026 \| \| 33. \| 12 de octubre de 2023 \| La Paz \| Bolivia \| 2-1 \| Victoria \| Eliminatorias al Mundial 2026 \| \| 34. \| 17 de octubre de 2023 \| Quito \| Colombia \| 0-0 \| Empate \| Eliminatorias al Mundial 2026 \| \| 35. \| 16 de noviembre de 2023 \| Maturín \| Venezuela \| 0-0 \| Empate \| Eliminatorias al Mundial 2026 \| \| 36. \| 21 de noviembre de 2023 \| Quito \| Chile \| 1-0 \| Victoria \| Eliminatorias al Mundial 2026 \| \| 37. \| 24 de marzo de 2024 \| Harrison \| Italia \| 0-2 \| Derrota \| Amistoso \| \| 38. \| 9 de junio de 2024 \| Chicago \| Argentina \| 0-1 \| Derrota \| Amistoso \| \| 39. \| 16 de junio de 2024 \| East Hartford \| Honduras \| 2-1 \| Victoria \| Amistoso \| \| 40. \| 22 de junio de 2024 \| Santa Clara \| Venezuela \| 1-2 \| Derrota \| Copa América 2024 \| \| 41. \| 26 de junio de 2024 \| Paradise \| Jamaica \| 3-1 \| Victoria \| Copa América 2024 \| \| 42. \| 30 de junio de 2024 \| Glendale \| México \| 0-0 \| Empate \| Copa América 2024 \| \| 43. \| 4 de julio de 2024 \| Houston \| Argentina \| 1-1 (2-4 p.) \| Empate \| Copa América 2024 \| \| 44. \| 10 de septiembre de 2024 \| Quito \| Perú \| 1-0 \| Victoria \| Eliminatorias al Mundial 2026 \| \| 45. \| 10 de octubre de 2024 \| Quito \| Paraguay \| 0-0 \| Empate \| Eliminatorias al Mundial 2026 \| \| 46. \| 15 de octubre de 2024 \| Montevideo \| Uruguay \| 0-0 \| Empate \| Eliminatorias al Mundial 2026 \| \| 47. \| 5 de junio de 2025 \| Guayaquil \| Brasil \| 0-0 \| Empate \| Eliminatorias al Mundial 2026 \| \| 48. \| 10 de junio de 2025 \| Lima \| Perú \| 0-0 \| Empate \| Eliminatorias al Mundial 2026 \| |                          |                 |                |              |           |                                     |
| N.° | Fecha                    | Ciudad          | Rival          | Resultado    | Resultado | Competencia                         |
| 1. | 12 de octubre de 2018    | Doha            | Catar          | 3-4          | Derrota   | Amistoso                            |
| 2. | 16 de octubre de 2018    | Doha            | Omán           | 0-0          | Empate    | Amistoso                            |
| 3. | 26 de marzo de 2019      | Harrison        | Honduras       | 0-0          | Empate    | Amistoso                            |
| 4. | 8 de octubre de 2020     | Buenos Aires    | Argentina      | 0-1          | Derrota   | Eliminatorias al Mundial Catar 2022 |
| 5. | 13 de octubre de 2020    | Quito           | Uruguay        | 4-2          | Victoria  | Eliminatorias al Mundial Catar 2022 |
| 6. | 12 de noviembre de 2020  | La Paz          | Bolivia        | 3-2          | Victoria  | Eliminatorias al Mundial Catar 2022 |
| 7. | 17 de noviembre de 2020  | Quito           | Colombia       | 6-1          | Victoria  | Eliminatorias al Mundial Catar 2022 |
| 8. | 4 de junio de 2021       | Porto Alegre    | Brasil         | 0-2          | Derrota   | Eliminatorias al Mundial Catar 2022 |
| 9. | 8 de junio de 2021       | Quito           | Perú           | 1-2          | Derrota   | Eliminatorias al Mundial Catar 2022 |
| 10. | 13 de junio de 2021      | Cuiabá          | Colombia       | 0-1          | Derrota   | Copa América 2021                   |
| 11. | 20 de junio de 2021      | Río de Janeiro  | Venezuela      | 2-2          | Empate    | Copa América 2021                   |
| 12. | 23 de junio de 2021      | Goiânia         | Perú           | 2-2          | Empate    | Copa América 2021                   |
| 13. | 27 de junio de 2021      | Goiânia         | Brasil         | 1-1          | Empate    | Copa América 2021                   |
| 14. | 3 de julio de 2021       | Brasilia        | Argentina      | 0-3          | Derrota   | Copa América 2021                   |
| 15. | 7 de octubre de 2021     | Guayaquil       | Bolivia        | 3-0          | Victoria  | Eliminatorias al Mundial Catar 2022 |
| 16. | 10 de octubre de 2021    | Caracas         | Venezuela      | 1-2          | Derrota   | Eliminatorias al Mundial Catar 2022 |
| 17. | 14 de octubre de 2021    | Barranquilla    | Colombia       | 0-0          | Empate    | Eliminatorias al Mundial Catar 2022 |
| 18. | 27 de enero de 2022      | Quito           | Brasil         | 1-1          | Empate    | Eliminatorias al Mundial Catar 2022 |
| 19. | 1 de febrero de 2022     | Lima            | Perú           | 1-1          | Empate    | Eliminatorias al Mundial Catar 2022 |
| 20. | 24 de marzo de 2022      | Ciudad del Este | Paraguay       | 1-3          | Derrota   | Eliminatorias al Mundial Catar 2022 |
| 21. | 29 de marzo de 2022      | Guayaquil       | Argentina      | 1-1          | Empate    | Eliminatorias al Mundial Catar 2022 |
| 22. | 2 de junio de 2022       | Harrison        | Nigeria        | 1-0          | Victoria  | Amistoso                            |
| 23. | 11 de junio de 2022      | Fort Lauderdale | Cabo Verde     | 1-0          | Victoria  | Amistoso                            |
| 24. | 23 de septiembre de 2022 | Murcia          | Arabia Saudita | 0-0          | Empate    | Amistoso                            |
| 25. | 20 de noviembre de 2022  | Jor             | Catar          | 2-0          | Victoria  | Mundial Catar 2022                  |
| 26. | 25 de noviembre de 2022  | Rayán           | Países Bajos   | 1-1          | Empate    | Mundial Catar 2022                  |
| 27. | 29 de noviembre de 2022  | Rayán           | Senegal        | 1-2          | Derrota   | Mundial Catar 2022                  |
| 28. | 24 de marzo de 2023      | Sídney          | Australia      | 1-3          | Derrota   | Amistoso                            |
| 29. | 28 de marzo de 2023      | Melbourne       | Australia      | 2-1          | Victoria  | Amistoso                            |
| 30. | 20 de junio de 2023      | Chester         | Costa Rica     | 3-1          | Victoria  | Amistoso                            |
| 31. | 7 de septiembre de 2023  | Buenos Aires    | Argentina      | 0-1          | Derrota   | Eliminatorias al Mundial 2026       |
| 32. | 12 de septiembre de 2023 | Quito           | Uruguay        | 2-1          | Victoria  | Eliminatorias al Mundial 2026       |
| 33. | 12 de octubre de 2023    | La Paz          | Bolivia        | 2-1          | Victoria  | Eliminatorias al Mundial 2026       |
| 34. | 17 de octubre de 2023    | Quito           | Colombia       | 0-0          | Empate    | Eliminatorias al Mundial 2026       |
| 35. | 16 de noviembre de 2023  | Maturín         | Venezuela      | 0-0          | Empate    | Eliminatorias al Mundial 2026       |
| 36. | 21 de noviembre de 2023  | Quito           | Chile          | 1-0          | Victoria  | Eliminatorias al Mundial 2026       |
| 37. | 24 de marzo de 2024      | Harrison        | Italia         | 0-2          | Derrota   | Amistoso                            |
| 38. | 9 de junio de 2024       | Chicago         | Argentina      | 0-1          | Derrota   | Amistoso                            |
| 39. | 16 de junio de 2024      | East Hartford   | Honduras       | 2-1          | Victoria  | Amistoso                            |
| 40. | 22 de junio de 2024      | Santa Clara     | Venezuela      | 1-2          | Derrota   | Copa América 2024                   |
| 41. | 26 de junio de 2024      | Paradise        | Jamaica        | 3-1          | Victoria  | Copa América 2024                   |
| 42. | 30 de junio de 2024      | Glendale        | México         | 0-0          | Empate    | Copa América 2024                   |
| 43. | 4 de julio de 2024       | Houston         | Argentina      | 1-1 (2-4 p.) | Empate    | Copa América 2024                   |
| 44. | 10 de septiembre de 2024 | Quito           | Perú           | 1-0          | Victoria  | Eliminatorias al Mundial 2026       |
| 45. | 10 de octubre de 2024    | Quito           | Paraguay       | 0-0          | Empate    | Eliminatorias al Mundial 2026       |
| 46. | 15 de octubre de 2024    | Montevideo      | Uruguay        | 0-0          | Empate    | Eliminatorias al Mundial 2026       |
| 47. | 5 de junio de 2025       | Guayaquil       | Brasil         | 0-0          | Empate    | Eliminatorias al Mundial 2026       |
| 48. | 10 de junio de 2025      | Lima            | Perú           | 0-0          | Empate    | Eliminatorias al Mundial 2026       |

## Estadísticas

### Clubes
Actualizado al último partido disputado el 14 de agosto de 2025.
| Club                                 | Div.          | Temporada     | Liga  | Liga  | Copas nacionales | Copas nacionales | Copas internacionales | Copas internacionales | Total | Total | Prom. |
| Club                                 | Div.          | Temporada     | Part. | Goles | Part.            | Goles            | Part.                 | Goles                 | Part. | Goles | Prom. |
| ------------------------------------ | ------------- | ------------- | ----- | ----- | ---------------- | ---------------- | --------------------- | --------------------- | ----- | ----- | ----- |
| América de Quito · Ecuador           | 3.ª           | 2014          | 0     | 0     | —                | —                | —                     | —                     | 0     | 0     | 0.00  |
| América de Quito · Ecuador           | Total club    | Total club    | 0     | 0     | 0                | 0                | 0                     | 0                     | 0     | 0     | 0.00  |
| Independiente del Valle · Ecuador    | 1.ª           | 2015          | 0     | 0     | —                | —                | —                     | —                     | 0     | 0     | 0.00  |
| Independiente del Valle · Ecuador    | 1.ª           | 2016          | 0     | 0     | —                | —                | —                     | —                     | 0     | 0     | 0.00  |
| Independiente del Valle · Ecuador    | 1.ª           | 2017          | 0     | 0     | —                | —                | —                     | —                     | 0     | 0     | 0.00  |
| Independiente del Valle · Ecuador    | 1.ª           | 2018          | 24    | 2     | —                | —                | —                     | —                     | 24    | 2     | 0.08  |
| Alianza Cotopaxi · Ecuador           | 3.ª           | 2018          | 11    | 2     | —                | —                | —                     | —                     | 11    | 2     | 0.18  |
| Alianza Cotopaxi · Ecuador           | Total club    | Total club    | 11    | 2     | 0                | 0                | 0                     | 0                     | 11    | 2     | 0.18  |
| Independiente del Valle · Ecuador    | 1.ª           | 2019          | 20    | 1     | 1                | 0                | 8                     | 0                     | 29    | 1     | 0.03  |
| Independiente del Valle · Ecuador    | 1.ª           | 2020          | 21    | 3     | —                | —                | 9                     | 1                     | 30    | 4     | 0.13  |
| Independiente del Valle · Ecuador    | Total club    | Total club    | 65    | 6     | 1                | 0                | 17                    | 1                     | 83    | 7     | 0.08  |
| K. R. C. Genk · Bélgica              | 1.ª           | 2020-21       | 10    | 0     | 0                | 0                | 0                     | 0                     | 10    | 0     | 0.00  |
| K. R. C. Genk · Bélgica              | 1.ª           | 2021-22       | 23    | 0     | 3                | 0                | 5                     | 0                     | 31    | 0     | 0.00  |
| K. R. C. Genk · Bélgica              | 1.ª           | 2022-23       | 24    | 0     | 3                | 0                | 0                     | 0                     | 27    | 0     | 0.00  |
| K. R. C. Genk · Bélgica              | 1.ª           | 2023-24       | 2     | 0     | 0                | 0                | 0                     | 0                     | 2     | 0     | 0.00  |
| K. R. C. Genk · Bélgica              | Total club    | Total club    | 59    | 0     | 6                | 0                | 5                     | 0                     | 70    | 0     | 0.00  |
| A. C. Sparta Praga · República Checa | 1.ª           | 2023-24       | 13    | 1     | 3                | 0                | 10                    | 2                     | 26    | 3     | 0.12  |
| A. C. Sparta Praga · República Checa | 1.ª           | 2024-25       | 10    | 0     | 1                | 0                | 7                     | 0                     | 18    | 0     | 0     |
| A. C. Sparta Praga · República Checa | 1.ª           | 2025-26       | 2     | 0     | 0                | 0                | 3                     | 0                     | 5     | 0     | 0     |
| A. C. Sparta Praga · República Checa | Total club    | Total club    | 25    | 1     | 4                | 0                | 20                    | 2                     | 49    | 3     | 0.06  |
| Total carrera                        | Total carrera | Total carrera | 160   | 9     | 11               | 0                | 42                    | 3                     | 213   | 12    | 0.06  |
| 1. 2.                                |               |               |       |       |                  |                  |                       |                       |       |       |       |

### Participaciones internacionales
| Torneo                           | Club                    | Resultado  |
| -------------------------------- | ----------------------- | ---------- |
| Copa Libertadores Sub-20 de 2018 | Independiente del Valle | Subcampeón |

## Palmarés

### Campeonatos provinciales
| Título                        | Club             | Año  |
| ----------------------------- | ---------------- | ---- |
| Segunda Categoría de Cotopaxi | Alianza Cotopaxi | 2018 |

### Campeonatos nacionales
| Título                     | Club               | Año  |
| -------------------------- | ------------------ | ---- |
| Segunda Categoría          | Alianza Cotopaxi   | 2018 |
| Copa de Bélgica            | K. R. C. Genk      | 2021 |
| Liga Checa de Fútbol       | A. C. Sparta Praga | 2024 |
| Copa de la República Checa | A. C. Sparta Praga | 2024 |

### Campeonatos internacionales
| Título            | Club                    | Año  |
| ----------------- | ----------------------- | ---- |
| Copa Sudamericana | Independiente del Valle | 2019 |

### Distinciones individuales
| Distinción                          | Año  |
| ----------------------------------- | ---- |
| 11 ideal del Campeonato Ecuatoriano | 2020 |